# Подправка
Подправките са различни части от растения, имащи специфични аромат и вкус, традиционно добавяни към храната в малки дози, основно с цел подобряване на вкусовите качества на продуктите, но понякога и предотвратяващи бързото им разваляне. Улесняват храносмилането, тъй като усилват отделянето на храносмилателни сокове.

## Подправки
Подправките обикновено са свежи или изсушени листа, семена, плодове, корени, кора от дърво, смоли, химически вещества, използвани в подходящи количества като добавки към храната с цел да ѝ придадат желан мирис и/или вкус. 
По принцип всички същински подправки са с растителен произход, като в зависимост от това коя част от растенията се използва, се третират като зелени подправки (треви, листа, цветове и плодолистия) или само като подправки, които са семена, ядки, корени, или стрити на прах изсушени (или изпечени) семена, ядки, кори, корени и т.н.
Като зелени подправки се смятат всички, които представляват част от надземната част на растението и могат да се консумират и в прясно състояние.
По правило, почти всички зелени подправки могат да се изсушават и да се ползват изсушени, но не всички, които се ползват само изсушени (или изпечени) и стрити на прах, се използват като подправки в сурово състояние.
Много от подправките са с двойна употреба – и като подправки, и като билки. От своя страна, билките се ползват като лекарствено средство – чрез сваряване под форма на отвара (билков чай), или се консумират в комбинация с други продукти, точно както се поставят подправките в храните.

## Овкусители
Използваните в кулинарията добавки от нерастително естество, които служат за промяна на вкусовите усещания, се наричат овкусители. Тази дума често се използва и като общо означение както за подправки, така и за течни продукти и мазнини, въпреки че мазнините могат да са както от растителен, така и от животински произход. Основанията за такова третиране са, че тъй като към вкусовите рецептори за солено, сладко, кисело, горчиво, вече са открити и рецептори за така наречения вкус умами, както и рецептори, които са основни регистратори за количество, тип и консистенция (гъстота) на мазнините в течности и течни храни.
В този смисъл, за овкусител се смята и готварската сол (въпреки че в българския език е наричана "подправка") - тя е химическо вещество, а не растителен продукт. 
Бялата кристална захар също е овкусител, защото е кристално химическо вещество, получено след специфична обработка (рафиниране) на фруктова захар, добивана най-често от захарно цвекло или тръстика.

## Хранителни добавки
В кулинарията, хлебопроизводството, сладкарството и консервирането на храни се използват вещества, които се наричат хранителни добавки, но които не променят нито вкуса, нито калорийните стойности, а само влияят на физическите качества на продукта (сгъстители, втвърдители, набухватели), или добавят цвят (оцветители) или аромат (есенции и ароматизатори).
Хранителните добавки (наричани и адитиви), въпреки че не са подправки или овкусители, в кулинарията се третират в една и същата група с тях.
Употребата на израза хранителна добавка, първоначално използван именно за да наблегне на това, че тези добавки нямат хранителна стойност, а са само добавки към храни, започват неоснователно да се използват, като своеобразен „ъмбрела термин“, който включва и подправките, и овкусителите, и ароматизаторите, както и други вещества, независимо дали са с хранителна или нехранителна стойност и качества. Друга неправилна употреба на израза хранителна добавка е, когато същински фармацевтични вещества (лекарства) се третират или обозначават като хранителни добавки. Заради широко разпространената употреба на израза „хранителни добавки“ като понятие за химически продукти с нелекарствена употреба, все по-често в кулинарията, готварството и сладкарството нехранителнте добавки, използвани в тези сфери се обозначават с израза кулинарни добавки, който заменя използвания в по-старите рецептурни книги – „хранителни добавки“.
Голяма група хранителни добавки, които формират европейските класификации, започващи с Е-номера 5хх и 6хх, се третират и като овкусители, защото тези групи включват различни видове соли, карбонати, сулфати, киселини и други химически вещества, които влияят на вкусовите качества. Това схващане частично се различава от традиционното българско разбиране за овкусители, тъй като тези хранителни добавки са включени в контролирана група (познати с общото име емулгатори макар и фактологически неправилен термин) и произвеждани като експериментални промишлени химикали за консервната и хранителна промишленост. За повечето от тях има непрекъснати спорове и различни научни публикации, свързани с потенциални рискове за здравето, довеждащи до факта, че макар и класифицирани и получили съответен номер, в много страни употребата им е ограничена или напълно забранена.

## Подправки и овкусители, според българската традиция
Сред широко използваните в България подправки са черен пипер, червен пипер, чубрица, риган, готварска сол, босилек, шафран, канела, кимион, самардала, копър, магданоз, бахар, дафинов лист, чимен. Повечето от тях първоначално са пренесени на Балканите от Китай, Индия или Персия и са получили по-значително разпространение в Европа през римската епоха. Днес употребата им е повсеместна.
1) Според българските възгледи, в някои фолклорни области е неприемливо да се наричат подправки:
- готови плодове или части от растения, които могат да са продукт за пряка консумация, в това число и плодове или ядливи семена (слънчогледови семки, тиквено семе) и ядки.
- готови продукти, които се приемат като овкусители, въпреки че в разговорната реч се наричат „течни подправки“ (оцет, доматен сок, кетчуп, майонеза и др.)
- Не се третират като подправки и общоприетите за кулинарна употреба лукови растения (кромид, чесън, праз), като в общия случай само старият чесън и чесънът на прах се приемат за подправка (но всички лукови в свежо състояние не се наричат подправки, а зеленчуци).

2) Според българските възгледи, части от растения (или цели растения), от които се извличат вещества за лекарства, за външна употреба и/или козметика, могат да се наричат билки, дори когато това не се отнася за тревисти растения, или посочените части от растения, в чиято група попадат подправките с двойна употреба.
Тези билки в старата литература се наричат цярове (церове) и не са в една група с билките, които се третират като подправки.
Изхождайки от това мнение, подправките могат да се третират като подкатегория на билките, с определени резерви. Поради тази причина, растения с лечебен характер, които не се използват за добавка към храна или овкусяване в кулинарията, не се третират като подправки, което се разминава с някои чуждестранни възгледи и културни възприятия.
Българската национална смеска от подправки, наричана шарена сол, е подправка, макар в някои рецепти за приготвянето ѝ да включва освен стрити на прах подправки, и истинска готварска сол.
Българското разбиране за овкусител е, че това може да бъде както химически продукт, така и друг вид продукт, без да се конкретизира вида и съдържанието му, който може да служи за промяна на вкуса. Като овкусители се приемат и продукти от растително естество, каквато е горчицата или лимоновия сок, които понякога се наричат и течни подправки.